# خورشید اسلم
خورشید اسلم (انگلیسی: Khursheed Aslam; ۶ آوریل ۱۹۳۶ – ۱ ژانویهٔ ۱۹۹۳) بازیکن هاکی روی چمن اهل پاکستان بود.
وی در مسابقات کشوری و بین‌المللی در مجموع برندهٔ ۱ مدال طلا شده‌است.